# Aviapartner
Aviapartner est une entreprise belge qui fournit des services d'assistance et de logistique aéroportuaire aux compagnies aériennes dans 37 aéroports en Belgique, France, Allemagne, Italie, Pays-Bas et Espagne.

## Histoire
L'entreprise est fondée en 1949 à l'aéroport d'Anvers par la famille Verougstraete sous le nom "Belgavia".  Elle développe sa présence dans les aéroports de Belgique avant de prendre le nom d'Aviapartner et de s'internationaliser à partir des années 1990 dans différents pays européens :  Allemagne, Espagne, France, Italie et Pays-Bas. En 2020, le groupe est le premier handler (traitement des passagers et des bagages, assistance aux avions, nettoyage, cargo…) en Europe continentale.
L'actionnariat d'Aviapartner est marqué depuis 1995 par la présence au capital de fonds financiers (AvH, 3i, HIG), jusqu'au rachat de l'ensemble des parts de HIG par Laurent Levaux en 2020.
Son développement en France s'appuie notamment sur le rachat de sociétés ou de filiales (Assistair, Air Azur et Elair en 1999, de façon partielle avec Globeground en 2007, SAT en 2009, MAP en 2015).